# KEIJI MUTO GRAND FINAL PRO-WRESTLING "LAST" LOVE〜HOLD OUT〜
chocoZAP presents KEIJI MUTO GRAND FINAL PRO-WRESTLING "LAST" LOVE ～HOLD OUT～（チョコザップ プレゼンツ ケイジムトウ グランド ファイナル プロレスリング ラストラブ ホールド アウト）は、2023年2月21日に東京ドームにて行われたプロレスリング・ノアのプロレス興行で、武藤敬司の引退興行として行われた。

## 概要
2022年6月12日に開催された「CyberFight Festival 2022」において、プロレスリング・ノアの武藤敬司が持病の股関節痛のため2023年春までに引退すると発表。それを受けて9月7日、2023年2月21日にノア主催で東京ドームにて引退試合を開催することを発表した。ノアの東京ドーム大会はDestiny 2005以来18年ぶりとなった。また、10月16日にはNOSAWA論外がこの大会で引退することを発表。同じ大会で2人のレスラーが引退試合を行うこととなった。
NOAHの主催ではあるがノアの所属選手だけでなく、オールスター戦のような形になると大会発表時に発表され、最終的には、ノアに加えて、新日本プロレス、全日本プロレス、DDTプロレスリング、DRAGON GATE、東京女子プロレスから選手が参戦した。
大会は、STARTING BATTLE、PRIMARY STAGE、MASTER STAGEの3つに分けられ、その内、MASTER STAGEは武藤、NOSAWAの引退試合を含めて全試合が新日本対ノアの試合となり、IWGP王者とGHC王者の試合がヘビーとジュニアヘビーの両階級で実現した。

## 大会まで

### 時系列
- 2022年6月12日に開催された「CyberFight Festival 2022」において、武藤が持病の股関節痛のため2023年春までに引退すると発表した[2]。
- 6月17日、記者会見にて武藤敬司引退ロードシリーズの開催を発表。東京・愛知・大阪の3大会に、開催中に福岡も加えて決定した。
- 7月30日、DRAGONGATE神戸大会にてこのまま市川の対戦相手「X」として登場した。これがDRAGON GATE興行、最後の参戦となった。
- 9月7日、記者会見にて引退興行を2023年2月21日・東京ドームでの開催を発表した。NOAHの大会としては18年振りのドーム大会となる。会見には解説ゲストで来場する蝶野正洋が同席し、VIP席はプロレス興行として破格の50万円という値段設定を発表した[5]。翌日のファンクラブ先行予約にて予定枚数を上回る申し込みにより一般販売を待たずしてVIP席、10万円のロイヤルシートが完売した。
- 10月16日、福岡大会にて試合を終えたNOSAWA論外が、東京ドーム大会にて引退することを発表した[3]。
- 12月20日、東京愚連隊最終興行にて全試合終了後にNOSAWAから引退試合のカードが発表された[6]。最初の東京ドーム対戦カードの発表となる。
- 2023年1月21日、新日本プロレスWRESTLE KINGDOM 17横浜アリーナ大会のメインイベントの内藤哲也vs拳王戦の終了後、解説を務めていた武藤がリングに上がり、退場する内藤を呼び止め引退試合の相手として指名した[7]。
- 1月22日、プロレスリング・ノア 横浜アリーナ大会にて東京ドーム大会の全対戦カードが発表された[8]。ダークマッチに当たる3試合をSTARTING BATTLE、本戦前半4試合をPRIMARY STAGE、後半4試合をMASTER STAGEと位置付けされている。そして同日にチケットが一時的に完売した[9]。
- 1月23日、チケット完売を受け、急遽チケットの追加販売を開始した[10]。

### オカダの参戦拒否騒動
- 1月21日、WRESTLE KINGDOM 17横浜アリーナ大会の試合中、ストンピング攻撃を意に介さなかったオカダの顔面を背後から清宮が蹴撃した。清宮のその行動にオカダが激昂して場外乱闘に発展し、最終的には収拾がつかずにノーコンテストとなった。そして試合後、清宮が一騎討ちを望んだ[11]。
- 1月22日、対戦カードが発表され、オカダvs清宮の試合が発表された。
- 同日、新日本プロレス名古屋大会終了後、バックステージインタビューにてオカダは清宮戦について、『勝手に会社に発表しただけ、闘う必要はないと思うんで、僕はやらないです』と清宮戦を真っ向拒否した[12]。それに対し清宮は『リングでも、リング外でも行動していく』とカード実現に向け発信していく事を宣言[13][14]。
- 2月10日、翌日に大阪で行われるIWGP世界ヘビー級選手権試合の調印式にオカダが出席した。記者の質問で清宮戦について聞かれたところ、表情が一変。厳しい口調で今一度出場拒否の姿勢を示した[15]。なお、IWGP世界ヘビー戦はオカダが鷹木信悟に勝利し王座防衛を果たした。
- 2月12日、プロレスリング・ノア大阪大会、GHCヘビー級選手権試合（vsジャック・モリス）に勝利した直後の清宮の背後からオカダが乱入し、レインメーカーを放った。大ブーイングが起きる中で『東京ドーム、やってやるよ！』と対戦を正式に受諾した[16]。

### 記者会見
- 2月2日、記者会見第1弾がYouTubeで生配信され[17]、DRAGON GATE、全日本プロレスとの各対抗戦に出場する選手12名が出席した。
- 2月15日、記者会見第2弾をYouTubeで生配信され[18]、AMAKUSA、高橋ヒロムが出席[19]。清宮が登壇後、登壇予定していたオカダは司会から「（棚橋弘至との）タイトルマッチに集中したい」と欠席が伝えられ、清宮が激怒して退場となり質疑応答のないまま会見も終了した。
- 2月20日、前日記者会見をYouTubeで生配信[20]。引退試合となる2試合の出場選手の武藤敬司、内藤哲也、NOSAWA論外、MAZADA、外道、石森太二が登壇した。

## 大会詳細
格闘技興行では珍しい平日の火曜日開催ではありながら、観客動員数は30,096人となり、2020年の新型コロナウイルス流行以降のプロレス興行では最多の数字を記録した。また、この大会の放送・配信は、日本マット界では稀なペイ・パー・ビュー配信のみとなったが、ABEMA格闘chでエグゼクティブ・プロデューサーを務める北野雄司によれば、開催日の21日朝の時点ですでにプロレスのPPV史上過去最高の数字を叩き出し、10万件以上の購入があったとされている。

### 対戦カード
| STARTING BATTLE ■ STARTING LOVE（20分一本勝負）                                 |                                                                 |                                                                   |
| ○マサ北宮 稲葉大樹                                                              | 7分21秒 サイト―スープレックス →体固め                           | 稲村愛輝 矢野安崇●                                                |
| ※レフェリー：塚越佳祐                                                           |                                                                 |                                                                   |
| STARTING BATTLE ■ 東京女子プロレス提供試合 TJPW Spark（20分一本勝負）           |                                                                 |                                                                   |
| ○坂崎ユカ 山下実優 中島翔子 辰巳リカ                                            | 11分38秒 魔法少女にわとり野郎 →片エビ固め                       | 瑞希 伊藤麻希 渡辺未詩 荒井優希●                                  |
| ※レフェリー：木曽大介                                                           |                                                                 |                                                                   |
| STARTING BATTLE ■ WORLD WARRIOR BATTLE（20分一本勝負）                          |                                                                 |                                                                   |
| 杉浦貴 小島聡 ●ティモシー・サッチャー                                           | 7分14秒 串刺しフロントハイキック →片エビ固め                    | ジェイク・リー○ ジャック・モリス アンソニー・グリーン             |
| ※レフェリー：島田裕二                                                           |                                                                 |                                                                   |
| PRIMARY STAGE ■ NEW EXPLOSION（20分一本勝負）                                   |                                                                 |                                                                   |
| 小川良成 Eita HAYATA ○クリス・リッジウェイ ダガ                                 | 6分23秒 レッグ・キャプチャー・ チキンウイング・コンビネーション | 小峠篤司 YO-HEY 吉岡世起 アレハンドロ 宮脇純太●                   |
| ※レフェリー：塚越佳祐                                                           |                                                                 |                                                                   |
| PRIMARY STAGE ■ DDTプロレスリング提供試合 Dramatic Dream Future（20分一本勝負） |                                                                 |                                                                   |
| MAO 勝俣瞬馬 ○上野勇希 小嶋斗偉                                                 | 9分06秒 WR→エビ固め                                             | 遠藤哲哉 岡谷英樹 高鹿佑也 正田壮史●                              |
| ※レフェリー：西永秀一                                                           |                                                                 |                                                                   |
| PRIMARY STAGE ■ DRAGON GATE vs NOAH（30分一本勝負）                             |                                                                 |                                                                   |
| シュン・スカイウォーカー ●KAI ディアマンテ                                      | 11分20秒 ムーンサルトプレス →片エビ固め                         | 丸藤正道 イホ・デ・ドクトル・ワグナー・ジュニア○ ニンジャ・マック |
| ※レフェリー：中山真一                                                           |                                                                 |                                                                   |
| PRIMARY STAGE ■ AJPW vs NOAH（30分一本勝負）                                    |                                                                 |                                                                   |
| 宮原健斗 諏訪魔 ●青柳優馬                                                       | 15分37秒 P.F.S→片エビ固め                                       | 拳王○ 中嶋勝彦 征矢学                                             |
| ※レフェリー：西永秀一                                                           |                                                                 |                                                                   |
| MASTER STAGE ■ NOSAWA論外引退試合 FINAL DE LUCHA（30分一本勝負）                |                                                                 |                                                                   |
| 外道 ○石森太二                                                                  | 4分43秒 ブラディークロス→体固め                                 | NOSAWA論外● MAZADA                                                |
| ※レフェリー：和田京平                                                           |                                                                 |                                                                   |
| MASTER STAGE ■ TOKYO TORNADO（30分一本勝負）                                    |                                                                 |                                                                   |
| ○高橋ヒロム (IWGPジュニアヘビー級王者)                                          | 11分02秒 TIME BOMBⅡ→体固め                                      | AMAKUSA● (GHCジュニアヘビー級王者)                                |
| ※レフェリー：中山真一                                                           |                                                                 |                                                                   |
| MASTER STAGE ■ SHINING THROUGH（時間無制限1本勝負）                             |                                                                 |                                                                   |
| ○オカダ・カズチカ (IWGP世界ヘビー級王者)                                        | 16分32秒 レインメーカー →片エビ固め                             | 清宮海斗● (GHCヘビー級王者)                                       |
| ※レフェリー：西永秀一                                                           |                                                                 |                                                                   |
| MASTER STAGE ■ PRO-WRESTLING “LAST” LOVE（60分1本勝負）                         |                                                                 |                                                                   |
| ●武藤敬司                                                                       | 28分58秒 デスティーノ→片エビ固め                                | 内藤哲也○                                                         |
| ※レフェリー：中山真一                                                           |                                                                 |                                                                   |
| 特別試合（時間無制限1本勝負）                                                   |                                                                 |                                                                   |
| ●武藤敬司                                                                       | 1分37秒 STF                                                     | 蝶野正洋○                                                         |
| ※特別レフェリー：タイガー服部                                                   |                                                                 |                                                                   |

### 主な出来事

#### 武藤敬司関連
- 特別リングアナとしてレニー・ハートが武藤、NOSAWAの両引退試合の入場コールを行った[24]。
- 武藤が内藤との試合の途中、橋本真也の得意技だった袈裟斬りチョップとDDTを、三沢光晴の得意技だったエメラルド・フロウジョンを繰り出し、場内が橋本コール、三沢コールに包まれた[25]。また、大会のエンディング後には武藤、三沢、橋本の3ショットがスクリーンに映し出された[26]。
- 第8試合終了後、試合を終えた武藤が、ゲスト解説を務めていた蝶野正洋に対して対戦要求をした。さらに、レフェリーにVIP席で観戦していたタイガー服部を指名。緊急の特別試合が行われ、実況は蝶野の指名により辻よしなりが務めた[27][28]。
  - 武藤はこの特別試合にも敗れたため、引退試合2連敗となった[29]。
- 古舘伊知郎が全試合終了後に、リング上にて武藤へ贈る詩を朗読。武藤の姓にちなんで610字の詩を朗読した[30][31]。
- 従来の引退試合の際に行われているテンカウントゴングは、武藤の要望により行われなかった[32]。

#### 著名人関連
- 武藤の引退に際し、各界の著名人から花が贈られ、プロレス界からは髙田延彦、佐々木健介、小橋建太、ASUKA、芸能界からは櫻井翔、神奈月、また武藤の出身地である富士吉田市の市長の堀内茂など多くの著名人から花が贈られた[33]。
- 会場では野田佳彦元内閣総理大臣や二所ノ関親方（元横綱稀勢の里）、有田哲平（くりぃむしちゅー）、長瀬智也、長州力、倖田來未、嶋佐和也（ニューヨーク、武藤と同じ富士吉田市出身）などが観戦していた[34][35][36][37]。

#### その他
- ABEMA実況席の実況は吉野真治（テレビ朝日アナウンサー）、村田晴郎、清野茂樹、塩野潤二、市川勝也、藤沢俊一郎が担当[38]。ゲストには山田邦子、ファンキー加藤、まつきりな、武尊、獣神サンダー・ライガー、棚橋弘至、辻よしなり、蝶野正洋を迎えた[39]。
  - この内、セミファイナルを吉野が[40]、メインイベントを塩野[41]が実況した。
- ダークマッチに出場した小島聡が試合後に、2022年4月から継続してきたNOAHへの参戦を終えることを発表した[42]。
- 第4試合終了後、全日本プロレスに勝利した拳王と征矢学が青柳優馬と野村直矢が持つ世界タッグ王座への挑戦を表明した[43]。
- 第7試合に敗れた清宮海斗に対し、ジェイク・リーが清宮が持つGHCヘビー級王座への挑戦を表明した[44]。

### 武藤敬司へのメッセージ
武藤と親交のあるプロレスラーや、著名人からのメッセージ動画がNOAH公式YouTubeチャンネルにて配信された。
- 古舘伊知郎[45]
- 蝶野正洋[46]
- 内館牧子[47]
- 霧愛[48]
- 野田佳彦[49]
- ビル・ゴールドバーグ[50]
- 武尊[51]
- ロブ・ヴァン・ダム[52]
- 長州力[53]
- キング・ハク[54]
- メデューサ[55]